# Prithvirajsing Roopun

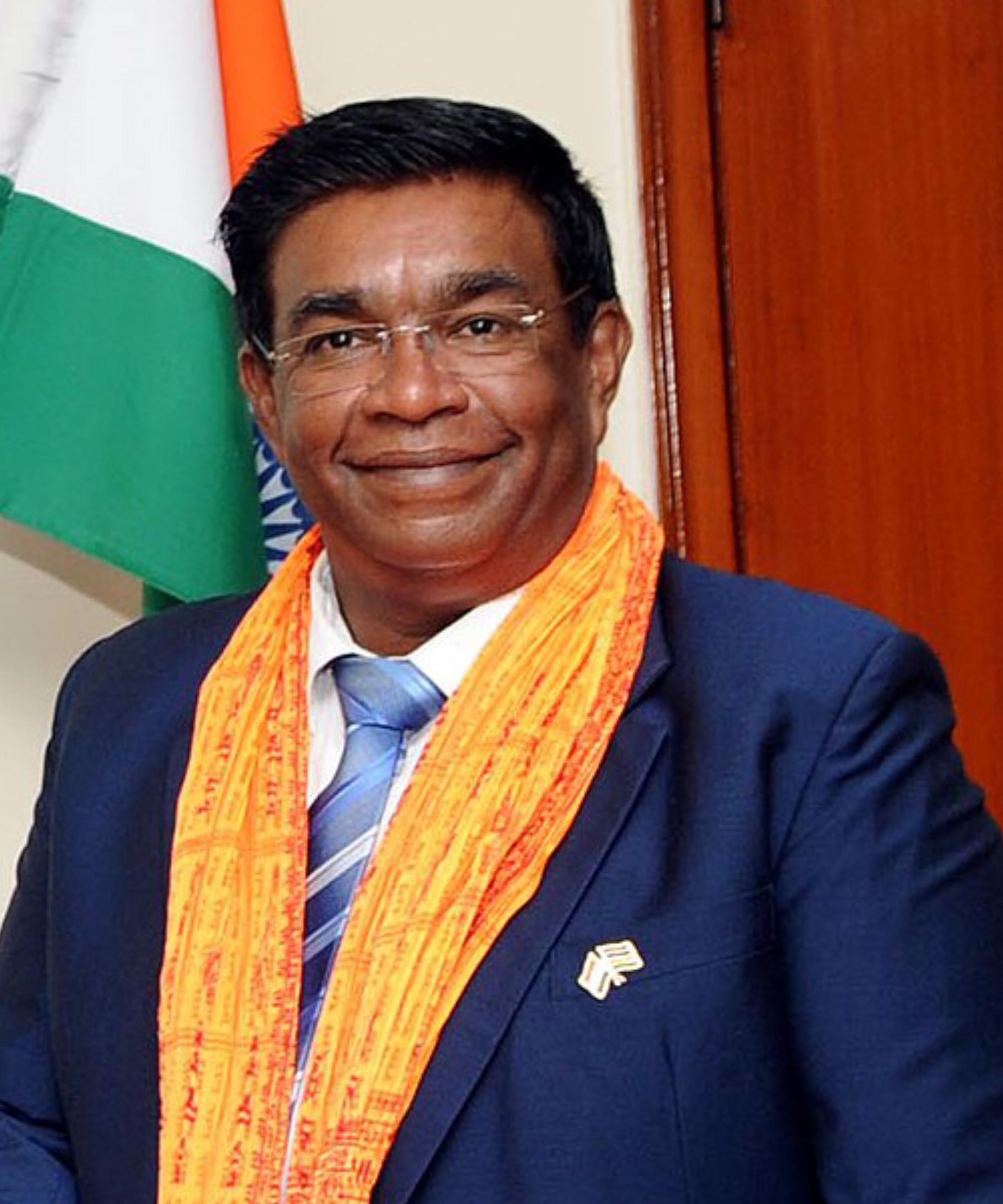
Prithvirajsing Roopun, 2020

Prithvirajsing Roopun, GCSK (* 24. Mai 1959 in Quatre Bornes, Britisch-Mauritius) ist ein mauritischer Politiker. Er gehörte seit dessen Gründung dem Militant Socialist Movement (MSM) an und wurde mit der Wahl zum Präsidenten von Mauritius am 2. Dezember 2019 parteilos.

## Leben und Wirken

### Ausbildung und Beruf
Prithvirajsing Roopun wurde am 24. Mai 1959 in der Stadt Quatre Bornes in der damaligen Kolonie Britisch-Mauritius geboren. Nach erfolgreicher Schulbildung und Studium wurde er 1986 als Rechtsanwalt zugelassen. Davor hatte er bereits von 1978 bis 1980 als Lehrer an einer weiterführenden Schule gearbeitet und absolvierte von 1981 bis 1985 ein Rechtsreferendariat (Articled Attorney’s Clerk). Parallel zu seiner Tätigkeit als Rechtsanwalt und in der Partei trat er von 1990 bis 1995 nebenberuflich als Lektor im Fachlektorat „Recht“ an der University of Mauritius in Erscheinung. Nebenbei fungierte Roopun von 1990 bis 2005 auch als Lektor im Board of Examiners Council of Legal Education, der mauritischen Prüfkommission des Rats für juristische Ausbildung (siehe auch Council of Legal Education).

### Politische Laufbahn
Noch in jungen Jahren wurde er auch politisch tätig. So war er eines der Gründungsmitglieder, als aus der Spaltung zwischen den Führern der beiden Hauptparteien der Koalitionsregierung (dem MMM-Gründer Paul Bérenger und dem Führer der Parti Socialiste Mauricien (PSM), Harish Boodhoo) im Jahre 1983 das Militant Socialist Movement (MSM) hervorging. Im Jahre 1995 trat er als Kandidat des MSM bei der Parlamentswahl im Wahlkreis 15 (La Caverne und Phoenix) in Erscheinung, schaffte es jedoch nicht in die Nationalversammlung. Bei den Wahlen der nächsten Legislaturperiode schaffte er im Jahre 2000 als drittes Mitglied des 14. Wahlkreises (Savanne und Black River) den Einzug in die mauritische Nationalversammlung. Die zwei anderen Kandidaten dieses Wahlkreises waren José Arunasalon und Alan Ganoo. Von 2000 bis 2004 fungierte er als stellvertretender parlamentarischer Geschäftsführer (siehe Chief Whip oder Whip) und wurde 2005 zum Minister der Lokalregierung (Kommunalminister) gewählt. Bei den Wahlen 2005 war der Hindu ein Kandidat der MMM/MSM für den Wahlkreis 6 (Grand’ Baie und Poudre D’or). Von 5. Mai 2010 bis zum 7. November 2019, in zwei aufeinanderfolgenden Legislaturperioden (ab 2010 und ab 2014), vertrat er die Partei im 9. Wahlkreis (Flacq und Bon Accueil) in der mauritischen Nationalversammlung. Des Weiteren war er von 18. Mai 2010 bis zum 6. Oktober 2014 gewählter Parlamentssprecher der Nationalversammlung. Als Deputy Speaker war er zudem von 18. Mai 2010 bis zum 14. März 2012 im Amt.
Unter dem damaligen Präsidenten Kailash Purryag wurde er Minister für soziale Integration und wirtschaftliche Stärkung und behielt dieses Amt auch nach dem Abgang Purryags unter der Übergangspräsidentin Monique Ohsan Bellepeau und danach noch über eineinhalb Jahre (bis 24. Januar 2017) unter der Präsidentin Ameenah Gurib-Fakim. Nachdem er bereits einen Monat davor (von 21. Dezember 2016 bis zum 23. Januar 2017) die interimistische Leitung des Ministeriums für Kunst und Kultur übernommen hatte, wurde Roopun am 24. Januar 2017 in seinem Amt bestätigt und führte dieses unter Ameenah Gurib-Fakim und danach unter Barlen Vyapoory bis 12. November 2019 aus. Nachdem er das Parlament im Jahre 2019 verlassen hatte, um als Präsident von Mauritius zu kandidieren, wurde der verheiratete Vater von vier Kindern am 2. Dezember 2019 von der Nationalversammlung zum neuen Präsidenten gewählt und noch am selben Tag in seinem Amt eingeschworen. Am selben Tag wurde von Le Réduit, dem Amtssitz des Präsidenten, die Ernennung Roopuns zum Grand Commander of the Order of the Star and Key of the Indian Ocean (GCSK) bekanntgegeben. Sein offizieller Titel lautet nunmehr His Excellency Prithvirajsing Roopun, Grand Commander of the Order of the Star and Key of the Indian Ocean.